# Automobilisme aux Jeux olympiques d'été de 1936
Navigation
1900
Le sport automobile fait partie des sports de démonstration lors des Jeux olympiques d'été de 1936 se tenant à Berlin. C'est la dernière fois qu'une épreuve de sport mécanique se déroule lors de Jeux olympiques, après l’interdiction par le CIO de la présence des sports motorisés en 1912. Ce type d'épreuve n'est apparu qu'en 1900 avec plusieurs courses automobiles et en 1908 avec une épreuve de motonautisme.
Une seule épreuve est au programme. Un rallye se tient à travers toute l'Allemagne, avec une arrivée dans le stade olympique de Berlin.
Épreuve mixte, la course est remportée par la britannique Élizabeth "Betty" Haig, petite nièce du maréchal Douglas Haig et unique pilote féminine, ayant pour copilote Barbara Marshall.
Trente-six ans plus tard, lors des Jeux d'été de 1972, le rallye olympique de 1972 se déroulera reliant Kiel à Munich, comptant pour le championnat d'Europe des rallyes, commémorant les olympiades.

## La course
L'épreuve a lieu du 22 au 30 juillet. Les voitures peuvent partir de plusieurs villes de tous les pays d'Europe, préalablement autorisées. En Allemagne, 60 villes ont un contrôle de passage. Chaque contrôle correspond à un nombre de points d'un barème préétabli.
L’épreuve consiste en un rallye à travers l'Allemagne, selon le format originel plus proche des rallyes-raid modernes. Sur des routes ouvertes, l'objectif est donc de rejoindre divers points de contrôle dispersés à travers l'Allemagne, permettant ainsi de justifier du parcours.
Ayant quitté Birmingham, le seul équipage britannique composé de la pilote Elizabeth Haig et de sa navigatrice Barbara Marshall traverse la Manche entre Douvres et Ostende, avant d'arriver à la frontière pour commencer la compétition. Après avoir rejoint Cologne, l'équipage traverse la Bavière jusqu'à la frontière autrichienne, puis il remonte vers le Nord jusqu'à Potsdam pour arriver sur l'AVUS, la première autoroute du monde. Tous les concurrents doivent arriver le 30, entre midi et 18 heures.
Le tour d'honneur, initialement prévu au Stade olympique de Berlin, est reporté à la hâte vers un autre lieu, après que les autorités ont réalisé qu'une voiture britannique a battu des marques allemandes (BMW, Mercedes-Benz et Auto Union), alors figures importantes de la promotion de la supériorité du pays.

## Résultats
| Épreuve | Or                                           | Argent                                          | Bronze                                |
| ------- | -------------------------------------------- | ----------------------------------------------- | ------------------------------------- |
| Rallye  | Betty Haig Barbara Marshall Singer 2 162 pts | Huschke von Hanstein Copilote inconnu BMW ? pts | Paul Abt , Hanny Haig Riley 2 000 pts |